# Krásnoočko velkokvěté

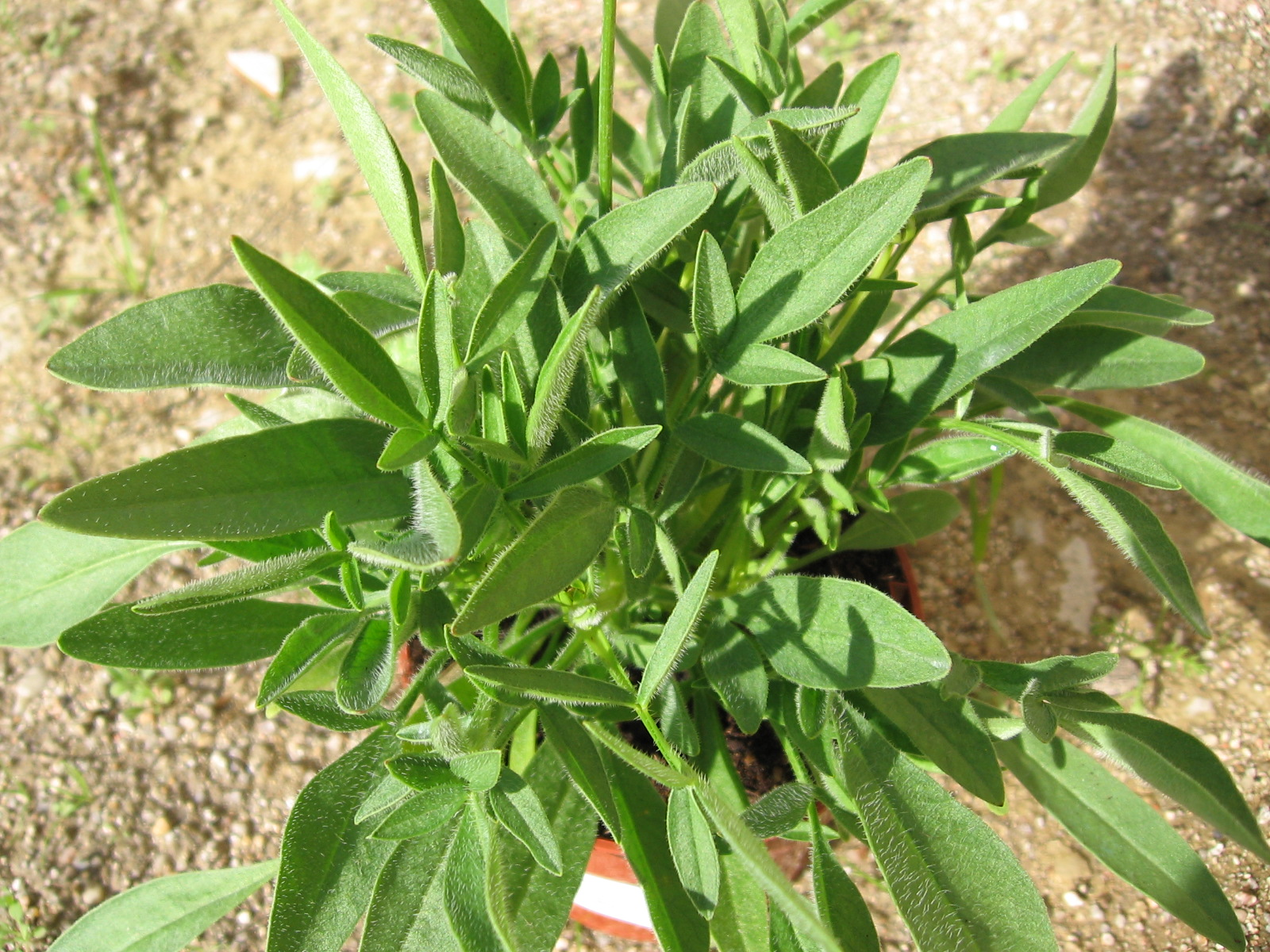
Rostlina před květem

Krásnoočko velkokvěté (Coreopsis grandiflora) je vytrvalá, nevysoká, zlatožlutě kvetoucí květina pěstovaná jako okrasná rostlina. Pochází z travnatých plání východu a jihu Spojených států amerických a jihovýchodu Kanady. Je rozšířena i po Evropě, v České republice byla ve volné přírodě nalezena v roce 1962, dostala se tam pravděpodobně únikem ze zahrad.

## Ekologie
Hemikryptofyt rostoucí na písčitých loukách, stanovištích narušovaných lidskou činností, podél silnic i okolo lidských sídel. Preferuje slunné a dobře odvodněné stanoviště, dobře snáší sucho a špatně dlouhodobé přemokření. Vyskytuje se v rozmezí od mořského pobřeží do nadmořské výšky 1500 m. Rostliny raší v dubnu a kvetou od června do srpna. Ploidie druhu je 2n = 26.

## Popis
Trsnatá trvalka s nevětvenými, hladkými a pevnými lodyhami vysokými 40 až 60 cm vyrůstající z větveného oddenku. Přízemní listy s řapíky jsou až 6 cm dlouhé a 2 cm široké. Lodyžní listy dlouhé téměř 8 cm jsou přisedlé, podlouhlé, laločnatě zpeřené se třemi až pěti kopinatými, nepravidelnými lístky, z nichž koncové jsou největší. Horní listy občas bývají podlouhlé bez laloků.
Na vrcholu lodyhy vyrůstá na neolistěné stopce 6 až 8 cm velký úbor žlutých kvítků. Ve středu disku velkého asi 4 cm jsou žluté, trubkovité kvítky; po jeho obvodě vyrůstají kvítky se žlutou, asi 2,5 cm ligulou s pěti zářezy na konci. Listeny zákrovu jsou vejčité, zašpičatělé, 8 mm dlouhé. Květy jsou hmyzosnubné.
Plody jsou tmavě hnědé, 3 mm velké, zakulacené nažky s blanitými křidélky. Rostliny se přirozeně rozšiřují rozrůstáním oddenků a semeny, uměle je lze množit rozdělováním starších trsů nebo plytkým výsevem semen, obojí je vhodné provést brzy na jaře.

## Použití
Krásnoočko velkokvěté je středně vytrvalá bylina, u které byly vyšlechtěny mnohé kultivary lišící se výškou lodyhy, dobou rozkvětu a typem květního úboru, které mohou být jednoduché, poloplné nebo i plné, odlišují se též odstínem žluté barvy nebo skvrnami. Používají se na volné, nezastíněné trvalkové záhony, nižší odrůdy do skalek a jsou také vhodné k řezu. Odstraněním odkvetlých úborů se podpoří tvorba dalších. Pro zachování bohatého kvetení se doporučuje rozdělovat trsy co tři roky. Květiny jsou s oblibou spásány býložravými zvířaty, od zajíců přes srnčí po skot.

## Galerie

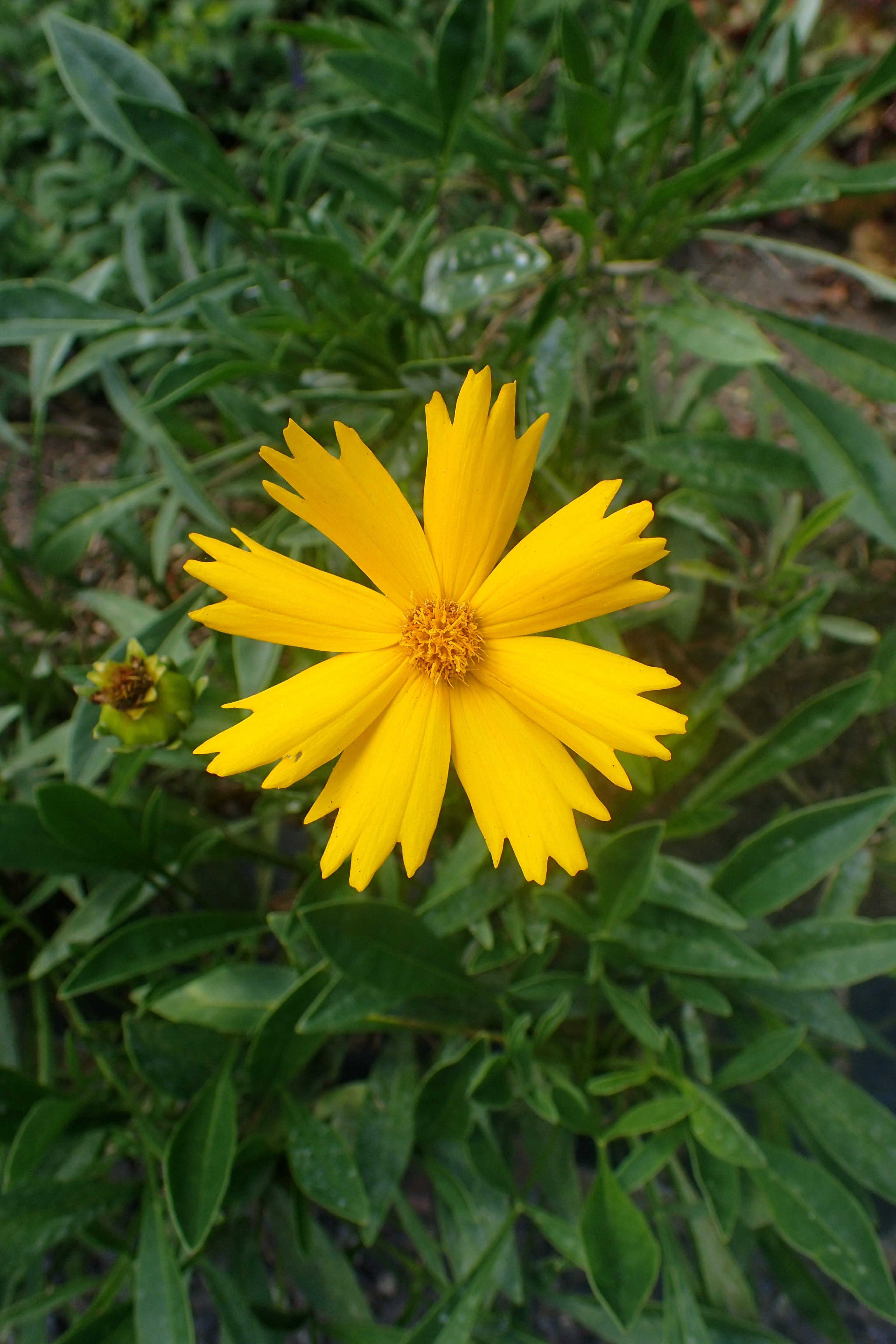
Jednoduché květenství
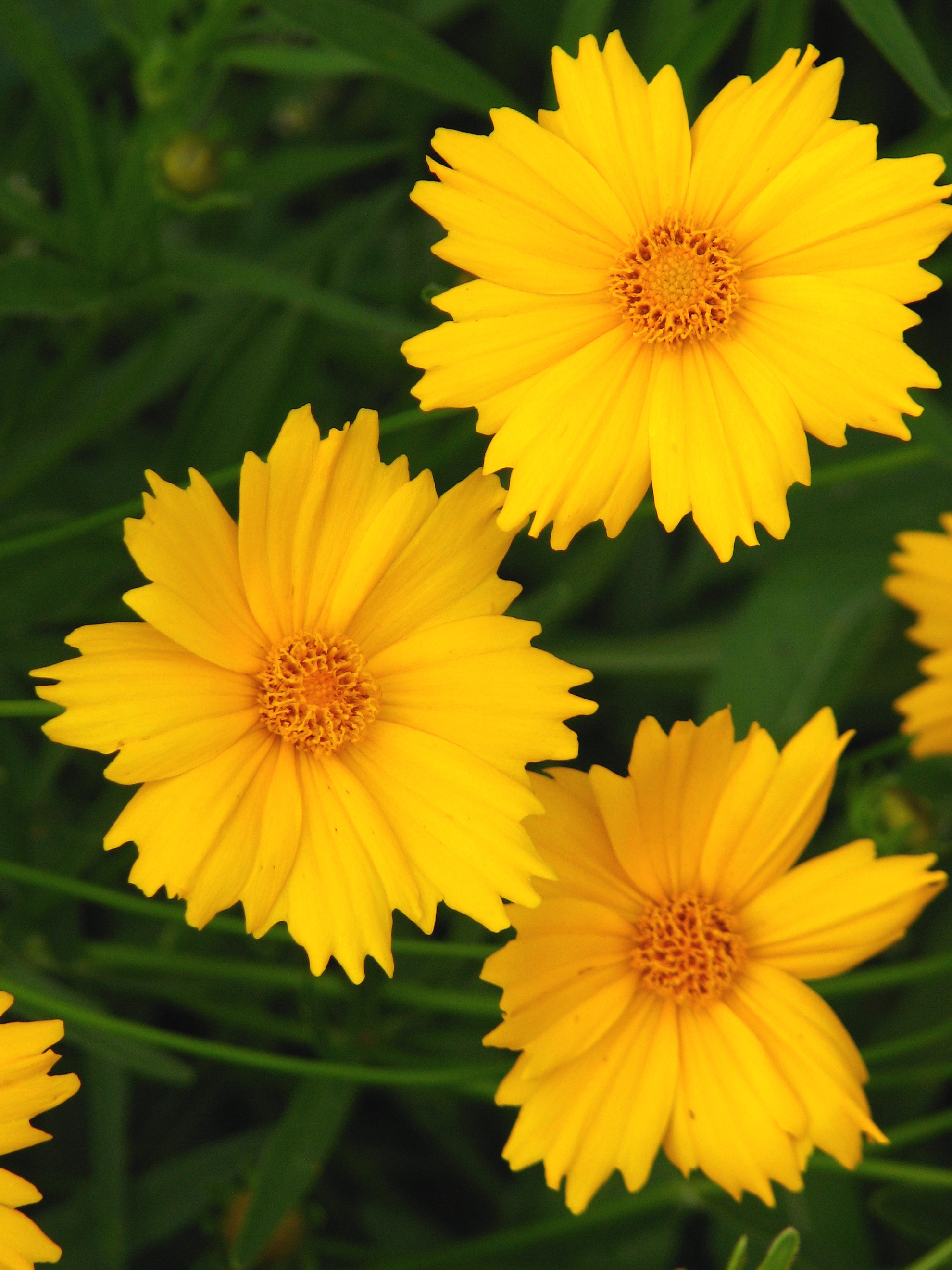
Poloplné květenství
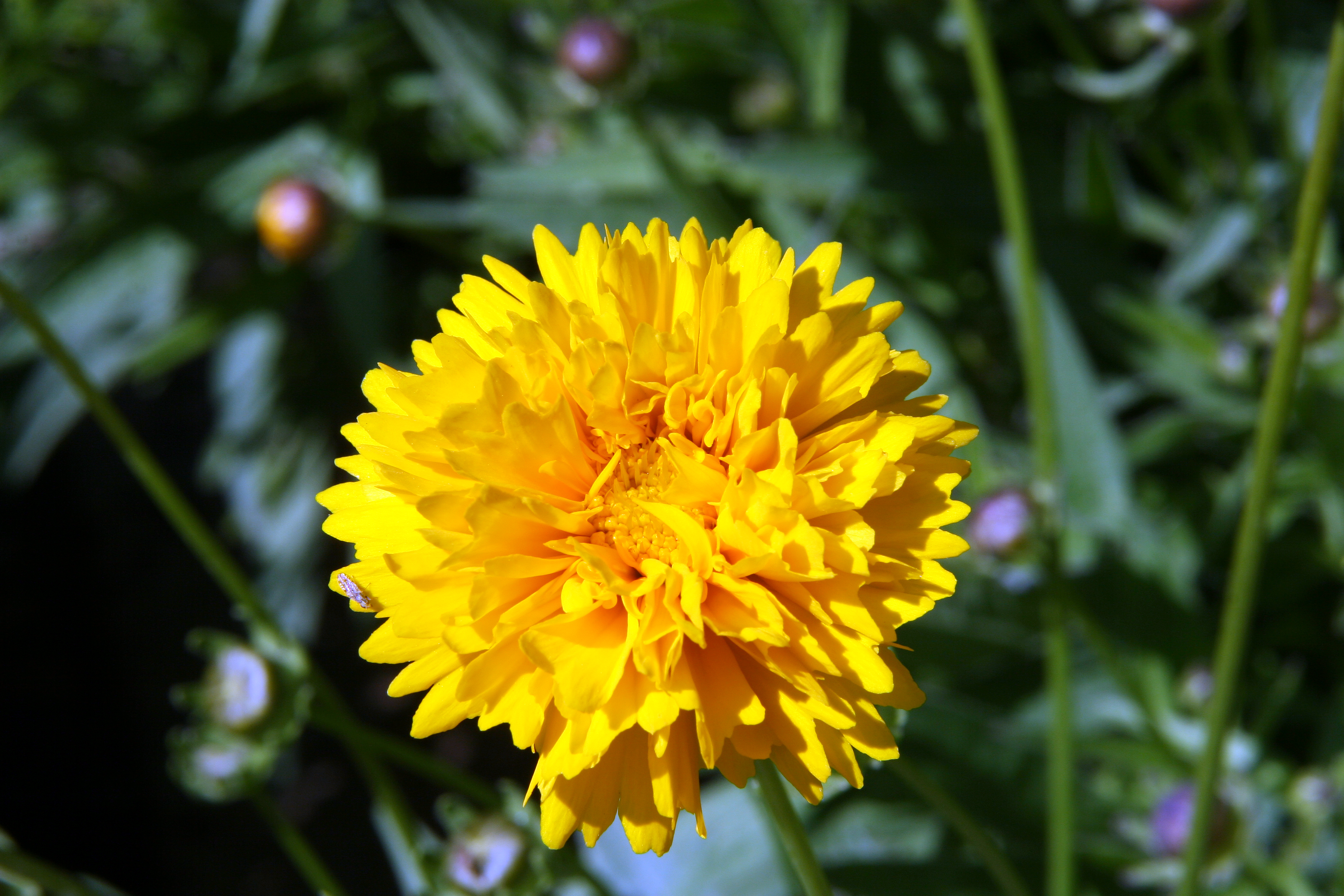
Plnokvěté květenství
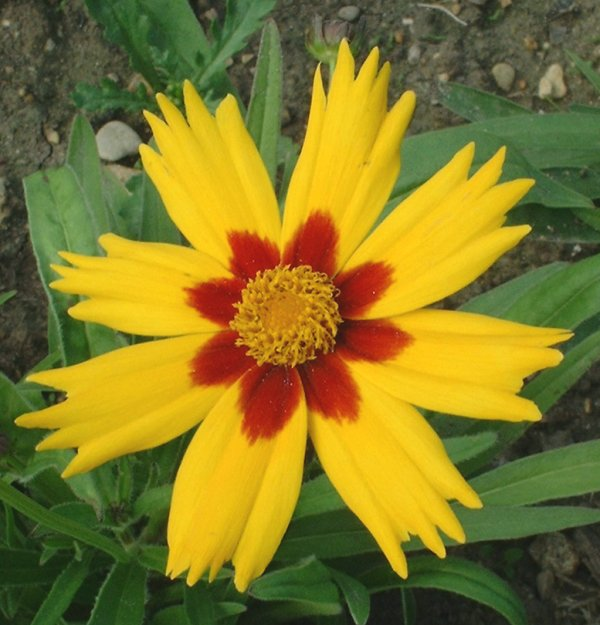
Skvrnité květenství